# Christian Moser (Comiczeichner)

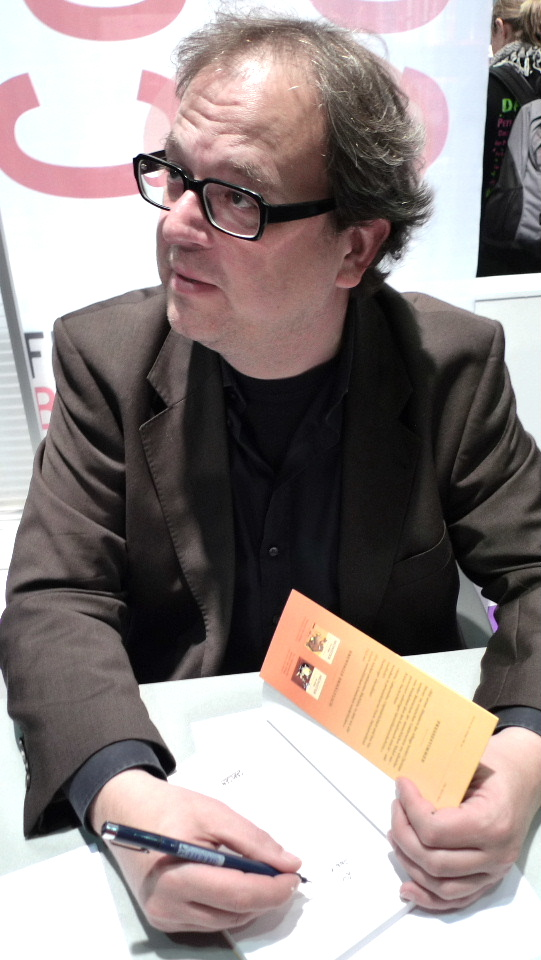
Christian Moser (2010)

Christian Moser (* 18. Juli 1966 in München; † 13. August 2013 ebenda) war ein deutscher Autor, Illustrator und Comiczeichner.

## Leben
Schon mit 18 Jahren veröffentlichte der Künstler erste Cartoons und Comics in der Münchner Stadtzeitung.
1992 gründete er mit einer Gruppe junger Zeichner den legendären Comicstrich, mit dem er als Chefredakteur des gleichnamigen Comic-Magazins über vier Jahre lang für Aufsehen sorgte.
Er arbeitete als freier Illustrator für Verlage, Institutionen und Unternehmen. Für Zeitschriften wie Tempo, Prinz und Focus entwickelte er mit Kollegen regelmäßig Comicserien.
Eine zentrale Facette seines umfangreichen künstlerischen Werks stellen die „Kleinen Köpfe“ dar – eine Serie kleinformatiger Charakterstudien, changierend zwischen Porträt und Karikatur. Parallel entstanden zahlreiche, teils unvollendete Projekte, wie z. B. der Zyklus Hölle oder die Lexikalische Kunst.
Ab 1998 veröffentlichte er regelmäßig eigene Bücher. In diesen verband Moser wissenschaftlichen Impetus mit treffsicherer Ironie. Dies zeigt sich in seinen humoristischen Biografien über Sigmund Freud und Goethe ebenso wie in seinem Opus Magnum, der Buchreihe über die Monster des Alltags. Bereits im Januar 2000 finden sich hierzu erste Einträge in Christian Mosers Skizzenbüchern. Seither beschäftigte er sich intensiv mit der Ergründung und der lexikalischen Aufbereitung menschlichen Missverhaltens. In Zusammenarbeit mit Co-Autorin Carolin Sonner entstanden vier Bücher sowie eine Jubiläums-Anthologie über die Monster des Alltags. Eine Reihe kleinformatiger Themenbücher befand sich in Vorbereitung.
Die Monster des Alltags erschienen auch in Form von Kalendern, Postkarten, T-Shirts und Spielen. Außerdem entstanden limitierte Siebdrucke, die mit dem Nürnberger Kunstdrucker Rainer Michely umgesetzt wurden.
Der vielseitige Künstler war regelmäßig auf ausverkauften Bühnen (Lustspielhaus, Lach- und Schießgesellschaft, Nürnberger Burgtheater) zu sehen, wo er ab 2002 seine Werke in szenischen Lesungen zum Leben erweckte, an der Seite des Wiener Kabarettisten Severin Groebner mit dem Programm zur Buchreihe Monster des Alltags und gemeinsamen Auftritten als Musikduo unter dem Namen „Café Melanie“. Mit seinen Kollegen Ralph Ruthe und Flix tourte Christian Moser im Jahr 2012 mit dem Programm „Mädchen, Monster, Missgeschicke - drei Zeichner, eine Lesung“ durch Deutschland. Zuletzt begeisterte er mit dem autobiografischen Soloprogramm „Ich bin nicht schuld“.
Am 13. August 2013 erlitt Christian Moser im Alter von 47 Jahren in seiner Münchner Wohnung einen tödlichen Herzinfarkt.
In Gedenken an diesen außergewöhnlichen Künstler zeigten sowohl die Sonderausstellung im Valentin-Karlstadt-Musäum als auch die Gedenkausstellung auf dem internationalen Comic-Salon Erlangen 2014 eine Auswahl seines umfangreichen Werks.
Sein letztes Buch „Kleine Ungeheuer – das Grauen wohnt im Kinderzimmer“ erschien postum im Mai 2014.

## Comicserien
- Ein neuer Tag mit Medi & Zini mit Philipp Stahlheber (Co-Autor), 1993–1994 in MedizIni
- Sound Jack mit Max Fellmann (Co-Autor), 1995–1997 in Soundcheck
- Letzte Reihe Mitte mit Max Fellmann (Co-Autor), 1998–1999 in PRINZ München
- Copsi 1999–2004 in COPSI–Condors Magazin für Kids
- Rex Cramer – der Gefahrensucher mit Richard Oehmann (Autor), 2000–2004 in den Magazinen Münchner und Glockenbacher

## Bücher
- Rotröckchen und der wilde Wolf, Heyne 1998
- Große Mythen in kleinen Tüten, Knaur 1999
- Eine Weihnachtsgeschichte, frei nach Charles Dickens, Knaur 1999
- Was bisher geschah, Edition Panel 2002, ISBN 978-3-935146-21-0
- Goethe – Die ganze Wahrheit, Knaur 1999 / Carlsen Verlag 2007, ISBN 978-3-551-78647-0
- Sigmund Freud – Die ganze Wahrheit. Carlsen Verlag, Hamburg 2006, ISBN 3-551-78195-8.
- Monster des Alltags, Knaur 2001 / Carlsen Verlag, ISBN 978-3-551-78745-3
- Die Geheimnisse der Monster des Alltags, Knaur 2003 / Carlsen Verlag, ISBN 978-3-551-78746-0
- De teuflischen Tricks der Monster, Carlsen Verlag 2009, ISBN 978-3-551-78747-7
- Monster der Weihnacht, Carlsen Verlag 2010, ISBN 978-3-551-78596-1
- Die gesammelten Schrecken der Monster des Alltags, Carlsen Verlag 2011, ISBN 978-3-551-78823-8
- Karl May. Die ganze Wahrheit, Carlsen Verlag 2012, ISBN 978-3-551-78694-4
- Kleine Ungeheuer, Carlsen Verlag 2014, ISBN 978-3-551-73643-7